# 이종남 (배우)
이종남(李鍾南, 1963년 4월 26일 ~ )은 대한민국의 배우이다.

## 경력
- 1982년 KBS 9기 공채 탤런트

## 학력
- 숭신여자고등학교(졸업)

## 출연 작품

### TV 드라마
- 1983년 KBS2 일일연속극 《금남의 집》
- 1984년 ~ 1985년 KBS2 《불꽃놀이》
- 1988년 KBS1 일일연속극 《사랑의 기쁨》
- 1988년 MBC 미니시리즈 《우리 읍내》 ... 윤 간호원 역
- 1989년 KBS2 미니시리즈 《무풍지대》 ... 민희라 역
- 1990년 KBS2 월화드라마 《불의 나라》
- 1990년 KBS2 어린이드라마 《우리 아빠 홈런》
- 1992년 KBS2 미니시리즈 《위기의 남자》
- 1992년 SBS 소설극장 《모닥불에 바친다》
- 1994년 SBS 주말극장 《사랑의 향기》
- 1995년 SBS 대하사극 《장희빈》 ... 김 상궁 역
- 1996년 KBS2 주말연속극 《목욕탕집 남자들》 ... 몽룡 형수 역
- 1996년 SBS 수목드라마 《형제의 강》 ... 강효선 역
- 1997년 EBS 청소년드라마 《감성세대》 ... 진이 모 역
- 1997년 KBS2 단막극 《드라마 스페셜 - 황새 엄마, 뱁새 아빠》
- 1997년 SBS 단막극 《70분 드라마 - 사랑한 후에》
- 1999년 EBS 청소년드라마 《네 꿈을 펼쳐라》 ... 정민 모 역
- 2000년 KBS1 청소년드라마 《학교 3》 ... 수현 모 역
- 2001년 MBC 《전원일기》1023회 꽃을 든 여자 편 ... 도배사 연화 역
- 2002년 SBS 일일드라마 《해 뜨는 집》 ... 오미자 역
- 2003년 KBS1 TV소설 《분이》 ... 최 여사 역
- 2004년 SBS 주말극장 《작은 아씨들》 ... 사무장 역
- 2005년 KBS2 미니시리즈 《황금사과》 ... 임 여사 역
- 2008년 KBS2 일일연속극 《돌아온 뚝배기》 ... 염길순 역
- 2008년 SBS 드라마스페셜 《스타의 연인》 ... 최련희 역
- 2008년~2009년 SBS 특별기획 《가문의 영광》 ... 남 교수 역
- 2010년 SBS 아침연속극 《당돌한 여자》 ... 고민자 역
- 2010년 SBS 드라마스페셜 《내 여자친구는 구미호》 ... 닭집주인 역
- 2010년 SBS 월화드라마 《나는 전설이다》... 나금자 역
- 2011년 SBS 특별기획 《신기생뎐》 ... 장주희 역
- 2011년~2012년 SBS 일일드라마 《내 딸 꽃님이》 ... 허영애 역
- 2012년 SBS 아침연속극 《너라서 좋아》 ... 나정자 역
- 2012년 SBS 특별기획 《청담동 앨리스》 ... 정윤희 역
- 2014년 SBS 특별기획 《미녀의 탄생》 ... 심여옥 역
- 2015년 SBS 드라마스페셜 《가면》 ... 이정선 역
- 2016년 KBS1 일일연속극 《빛나라 은수》 ... 이선영 역
- 2017년 KBS2 주말연속극 《황금빛 내 인생》 ... 신해자 역
- 2018년 KBS1 저녁 일일드라마 《비켜라 운명아》 ... 양순자 역
- 2020년 tvN 토일드라마 《화양연화》 ... 정숙희 역
- 2020년 SBS 월화드라마 《펜트하우스》 ... 주혜인 간병인 역
- 2021년 TV조선 토일드라마 《결혼작사 이혼작곡》 ... 소예정 역
- 2021년 TV조선 토일드라마 《결혼작사 이혼작곡 2》 ... 소예정 역
- 2022년 TV조선 토일드라마 《결혼작사 이혼작곡 3》 ... 소예정 역
- 2023년 SBS 금토드라마 《7인의 탈출》... 정미소 역
- 2024년 SBS 금토드라마 《7인의 탈출 시즌2》- 정미소 역

### 영화
- 1985년 《물목》
- 2000년 《그림일기》
- 2002년 《미워도 다시 한 번 2002》 ... 미숙 역

### 방송
- 1996년 KBS2 《도전! 지구탐험대》
- 1996년 KBS2 《퍼즐특급열차》
- 2000년 KBS2 《가족오락관》
- 2003년 KBS1 《가족오락관》
- 2021년 TV조선 《내 딸 하자》 (특별출연)
- 2022년 KBS2 《2TV 생생정보》
- 2022년 MBN 《속풀이쇼 동치미》

### 광고
- 1986년 서광우유
- 1987년 남양유업 점프A (feat.유인촌)